# Кизилдіхан (Жамбильський район)
Кизилдіха́н (каз. Қызылдиқан) — село у складі Жамбильського району Жамбильської області Казахстану. Входить до складу Гродековський сільського округу.
У радянські часи село називалось Кизилдікан.
Населення — 766 осіб (2021; 2082 у 2009, 521 у 1999, 474 у 1989).